# Вамп (фильм)
«Вамп» (англ. Vamp) — комедийный фильм ужасов режиссёра Ричарда Уэнка, снятый в 1986 году.

## Сюжет
Двое незадачливых студентов Кит и Эй-Джей решают найти для вечеринки в колледже стриптизёршу. В компании с ещё одним оболтусом Данканом они едут в город, где находят соответствующее заведение под названием «After Dark». Их особенно привлекает выступление одной девушки (Кэтрины), которую Эй-Джей и решает пригласить на праздник. Однако девушка не только готова к общению с юношей, но даже демонстрирует свою готовность вступить в интимную близость. Однако это лишь способ завлечь молодого человека в западню — Кэтрина на самом деле оказывается вампиршей из другого мира, и Эй-Джей становится её очередной жертвой.
Кит пытается найти друга, однако в итоге он, во-первых, находит работающую в этом заведении свою одноклассницу Элисон, во-вторых, выясняет, что почти все работающие в клубе — вампиры или их приспешники, и даже Эй-Джей не умер, а лишь превратился в вампира. После ряда перипетий Киту удаётся уничтожить почти всех вампиров, в том числе Кэтрину, которую он заманивает под солнечные лучи. Эй-Джей в конечном итоге помогает другу, однако вернуться в мир людей он уже не может. В итоге Кит с Элисон покидают опасное место, а блуждающий по канализации Эй-Джей решает устроиться в ночную смену на кладбище.

## В ролях
1. Крис Мэйкпис — Кит
2. Сэнди Бэрон — Вик
3. Роберт Раслер — Эй-Джей
4. Диди Пфайффер — Элисон Амаретто
5. Гедде Ватанабэ — Данкан
6. Грейс Джонс — Кэтрина
7. Билли Драго — Снеговик
8. Фрэнси Свифт — Доминик

## Награды
- 1987 номинация на премию Сатурн в категории «лучшая актриса второго плана» (Грейс Джонс)
- 1987 номинация фестиваля Фантаспорто в категории «лучший иностранный фантастический фильм».

## Культурное влияние
Фильм во многом напоминает вышедшую в 1996 году на экраны и быстро ставшую культовой кинокартину «От заката до рассвета».